# Jean Proost
Joannes (Jean) Proost (Vosselaar, 6 september 1779 – Beerse, 19 januari 1856) was een Belgisch politicus.

## Levensloop
Hij was burgemeester te Beerse van 1 oktober 1836 tot 30 januari 1855. Schepenen onder zijn bestuur waren Franciscus Roefs (1848 - 1855), Cornelius Wouters (1848 - 1852) en Gabriël Van Roey (1852 - 1855) Hij werd in de hoedanigheid van burgemeester opgevolgd door Corneille Cooymans.